# Katalanische Literatur
Die katalanische Literatur umfasst die Literatur der sogenannten Katalanischen Länder, die auf Katalanisch (oder deren Varietäten Mallorquinisch, Menorquinisch, Ibizenkisch  und Valencianisch) abgefasst wurde. Katalanisch ist nach Okzitanisch die zweitälteste romanische Literatursprache.
Den Grundstein zu einer eigenständigen Literatur in katalanischer Sprache setzte Ramon Llull im 13. Jahrhundert, indem er seine Predigttexte nicht mehr in lateinischer Sprache abfasste. Vor allem durch ihn wurde das Katalanische schon 30 Jahre vor Dante zu einer reifen Literatur- und Wissenschaftssprache.
Während Joanot Martorell mit dem Ritterroman Tirant lo Blanc das letzte große Werk des katalanischen Mittelalters und in den Augen mancher Literaturwissenschaftler gleichzeitig den ersten modernen Roman vorlegte – Cervantes bezeichnete ihn in seinem Don Quijote als „bestes Buch der Welt“ –, erfuhr die katalanische Sprache aufgrund der politischen Verhältnisse einen Niedergang, der bis in die zweite Hälfte des 19. Jahrhunderts dauerte. Dann leitete die kulturelle Bewegung der Renaixença einen Neubeginn auch der katalanischen Literatur ein. Nach dem Ende der Franco-Diktatur erlebte sie eine neue Blüte und reicht in ihren Spitzenleistungen an die besten Werke der modernen europäischen Literatur heran.

## Entstehung und frühe Blüte der katalanischen Literatur

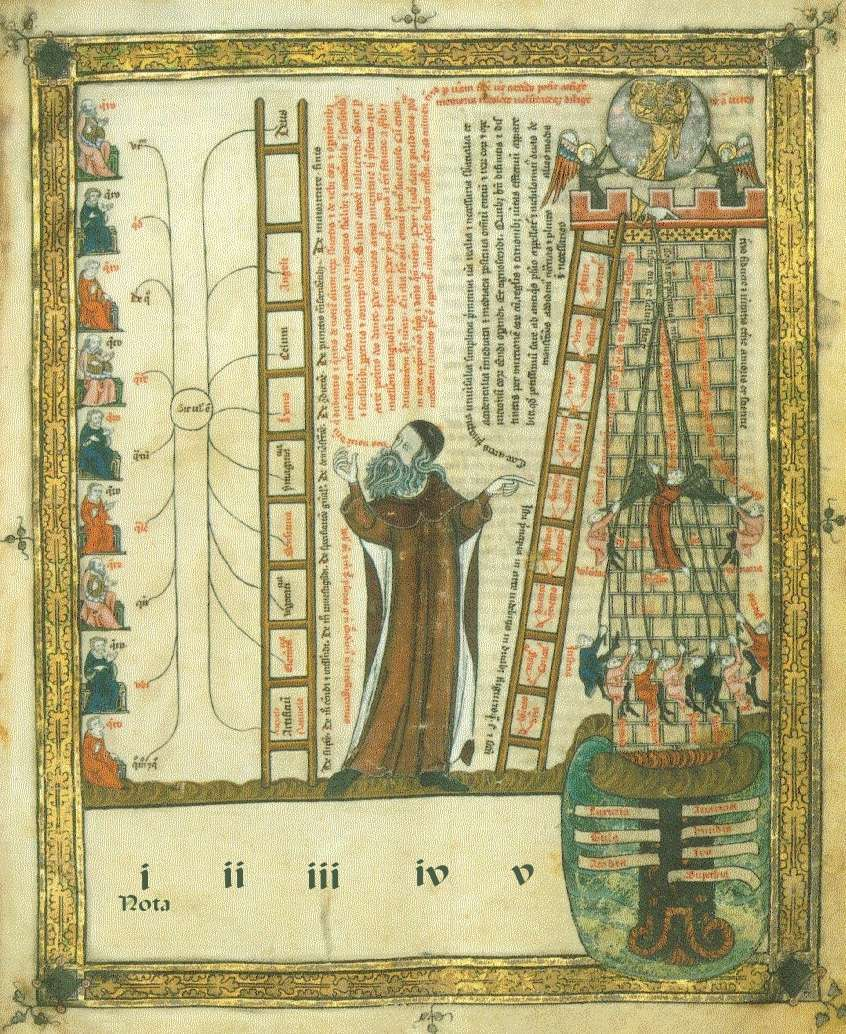
Ramon Llull (Manuskript von ca. 1321)

Zu den ältesten Sprachzeugnissen in katalanischer Sprache gehören die Predigtsammlung Homilies d'Organyà (ca. 1200) sowie frühe Versionen des Feudalgesetzbuches Usatges de Barcelona (ab 1204). Die Crónica des Jaume I. (entstanden zwischen 1242 und 1265) leitete die Phase des literarischen Gebrauchs des Katalanischen ein. Weitere Chroniken stammen von Bernat Desclot, Ramon Muntaner, der die katalanischen Expeditionen nach Athen und Konstantinopel beschreibt, und Peter IV. (1319–1387), Graf von Barcelona und König von Aragón (die „vier großen katalanischen Chroniken“).
Der Theologe, Philosoph und Schriftsteller Ramon Llull (ca. 1236–1316) aus Mallorca, der Franziskaner Francesc Eiximenis (ca. 1330–1409) und der Angehörige des Hofadels und Lyriker Ausiàs March (ca. 1397–1459) sind die bedeutendsten Schriftsteller bzw. Dichter katalanischer Sprache im Mittelalter.
Llull, der bei Hofe und nicht in kirchlichen Institutionen erzogen worden war, schrieb den ersten Roman, in dem ein Bürgerlicher die Hauptperson ist (Blanquerna, ca. 1283). Er hinterließ über 260 Werke, darunter auch philosophische Arbeiten wie Art d'atrobar veritat (Die Kunst, Wahrheit zu finden), die Giordano Bruno, Nikolaus von Kues und selbst noch Leibniz beeinflussten. Llull führte seine Muttersprache auf das Niveau einer differenzierten und ausdrucksstarken Literatursprache, die sich als gleichrangig mit dem Lateinischen und Arabischen verstand. In seinem mystischen Llibre d'amic e amat (Buch vom Liebenden und Geliebten) und dem Llibre de les bèsties (Buch der Tiere) zeigen sich seine Kenntnisse der lateinischen und arabischen Tradition, seine Vertrautheit mit der Liebeslyrik der Trobadors und sein schöpferisches Genie.
Marchs Werk besteht aus 128 kunstvollen Gedichten mit insgesamt über 10.000 Versen über Liebe, Zweifel und Todesangst. Sie sind im zehnsilbigen Vers in vierzeiligen Strophen mit Kreuzreim verfasst und wirken volkstümlich, nüchtern bis schwermütig, aber elegant. March setzte zwar die Tradition der okzitanischen Trobadors fort, bediente sich aber als erster bedeutender Lyriker der katalanischen Sprache und wirkte stark auf die spanische und portugiesische Dichtung des 16. Jahrhunderts. Wenn Ausiàs March heute nicht in einem Atemzug mit Petrarca oder François Villon genannt wird, so liegt dies am „historischen Schicksal seiner Sprachgemeinschaft: Kurz nachdem March die katalanische Lyrik zu ungeahnten Höhen getrieben hatte, begann eine lange Phase des Niedergangs des Katalanischen als Literatursprache“.

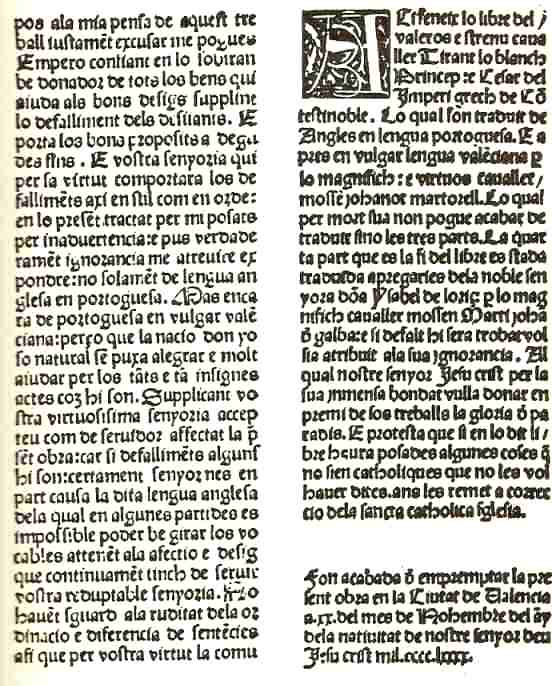
Anfang des letzten Kapitels der Originalausgabe von Tirant lo Blanc

Von der Lyrik der Trobadors wie von Petrarca beeinflusst ist Jordi de Sant Jordi (* um 1398; † um 1424). In dieser Zeit der Hochblüte der Ritterkultur in den katalanischen Gebieten erschienen Chroniken, Ritterromane, Trobadorlieder und Lletres de batalla (Fehdebriefe) nicht mehr in altokzitanischer, sondern in katalanischer Sprache.
Gleichzeitig mit der Lyrik entwickelte sich die Prosaliteratur. Eiximines berichtet in seinem Llibre de los Dones über die Veränderungen der mittelalterlichen Gesellschaft. Anselm Turmeda, ein Priester aus Mallorca, trat zum Islam über und schrieb auch in Tunis nicht nur in arabischer, sondern auch in katalanischer Sprache. Der frühe Humanist Bernat Metge führte den platonischen Dialog in die katalanische Literatur ein (Lo somni, 1399).
Zentrum der katalanischen Dichtung war im 15. Jahrhundert zweifellos das Königreich Valencia mit Gandia. Diese glänzende Epoche der katalanische Literatur fand im Jahr 1490 mit der Veröffentlichung des satirisch-realistischen Ritterromans Tirant lo Blanc des vermutlich in Gandia geborenen Joanot Martorell (1415–1465), der selbst ohne großen Erfolg versuchte eine Ritterleben zu führen, ihren Höhepunkt. Noch Cervantes ergötzte sich an diesem Buch. Zu den Autoren des großen „Jahrhunderts der Literatur von Valencia“ gehört auch Jaum Roig († 1478), der den Versroman Espill („Der Spiegel“) verfasste, welcher sich gegen die Idealisierung des Bildes der Frau in der Trobadordichtung richtete, und der Priester Joan Roís de Corella (1435–1497), dessen lyrisches und Prosawerk bereits auf die Renaissance verweist.
Auch die Nonne Isabel de Villena (1430–1490) schrieb ihre Vita Christi (zuerst gedruckt 1497) im Dialekt von Valencia und bedient sich dabei eines lebendigen alltagssprachlichen Stils. Aufgrund dieses einzigen von ihr überlieferten Werkes gilt sie heute als Protofeministin.

## Der Niedergang der Literatursprache: die Zeit derDecadència
Ab dem 16. Jahrhundert kam es – durch die Hegemonie des Kastilischen und massive Assimilationsversuche – zu einem Niedergang des Katalanischen als Literatursprache, eine Phase, die als Decadència bezeichnet wird, obwohl sie für kastilische Autoren des Siglo de Oro äußerst produktiv war. Zwar leisteten im Zeitalter des Barocks der Kleriker und Poet Vicenç Garcia (ca. 1582–1623) mit seinen berüchtigten Burlesken und erotischen Gedichten, der Dramatiker und Poet Francesc Fontanella (1622–1681/85), der wegen sezessionistischer Bestrebungen nach Frankreich fliehen musste, sowie Josep Romaguera (1642–1723) mit seinen Gedichten und dem Emblembuch zur sittlichen Verbesserung des Individuums Atheneo de grandesa wichtige Beiträge zur katalanischen Literatur. Bis zum Ende des 18. Jahrhunderts war diese jedoch fast ganz erloschen, nachdem die katalanische Unabhängigkeit von den Bourbonen als Folge des Spanischen Erbfolgekrieges nach 1714 massiv zurückgedrängt wurde. Die Theaterstücke des Menorquiners Juan Ramis i Ramis (1746–1819) gehören bereits der von Frankreich beeinflussten Neoklassik an.

## DieRenaixençades 19. Jahrhunderts: Romantik, Naturalismus,Modernisme

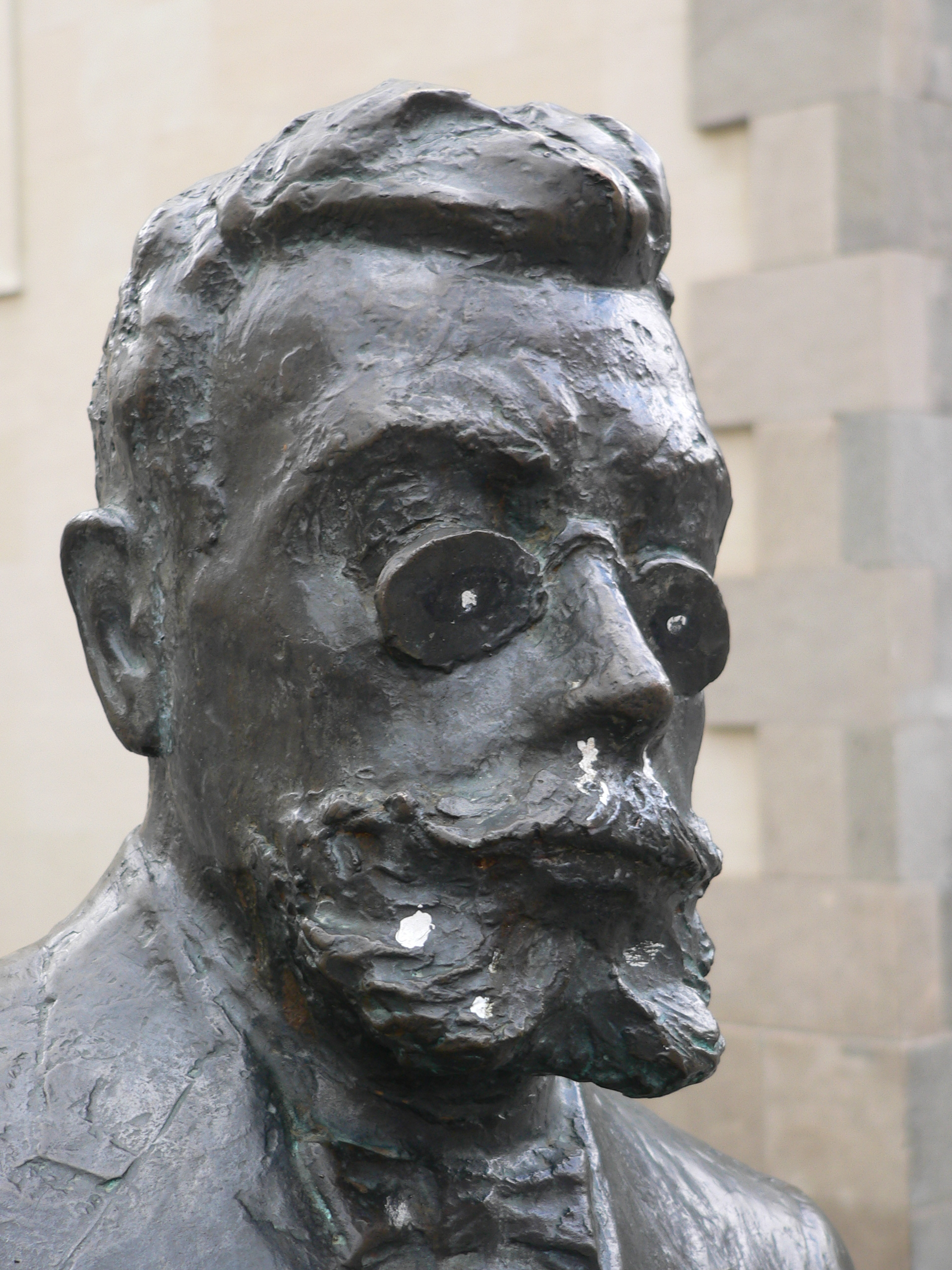
Àngel Guimerà

Das Katalanische als Literatursprache lebte im zweiten Drittel des 19. Jahrhunderts mit der Renaixença wieder auf, die auch von den traditionalistischen Carlisten getragen wurde. In bürgerlichen Schichten galt das Katalanische jedoch weiterhin als „Sprache der Köchin, des Kutschers, der die Pferde des Hauses versorgte, und der Literaten, die sich im Café Suís trafen“. 1865 fanden die ersten Jocs florals (Blumenspiele) der katalanistischen Renaixença statt. Unter ihren Vertretern ragen Jacint Verdaguer, Àngel Guimerà und Narcís Oller heraus, die der späten Romantik bzw. dem Realismus zuzurechnen sind. Der religiös inspirierte Romantiker Verdaguer wurde mit Lyrik, Balladen und vor allem den beiden Epen Atlàntida, das von seiner Arbeit als Schiffsgeistlicher beeinflusst ist und bereits auf dem Modernismo verweist, und Canigó bekannt. Er verlor sein Priesteramt wegen Ungehorsam, Exorzismus und Korruption; seine Beerdigung wurde jedoch zum Massenereignis. Niemand sonst wurde in Katalonien durch soviele Benennungen von Straßen und Plätzen geehrt wie Verdaguer.

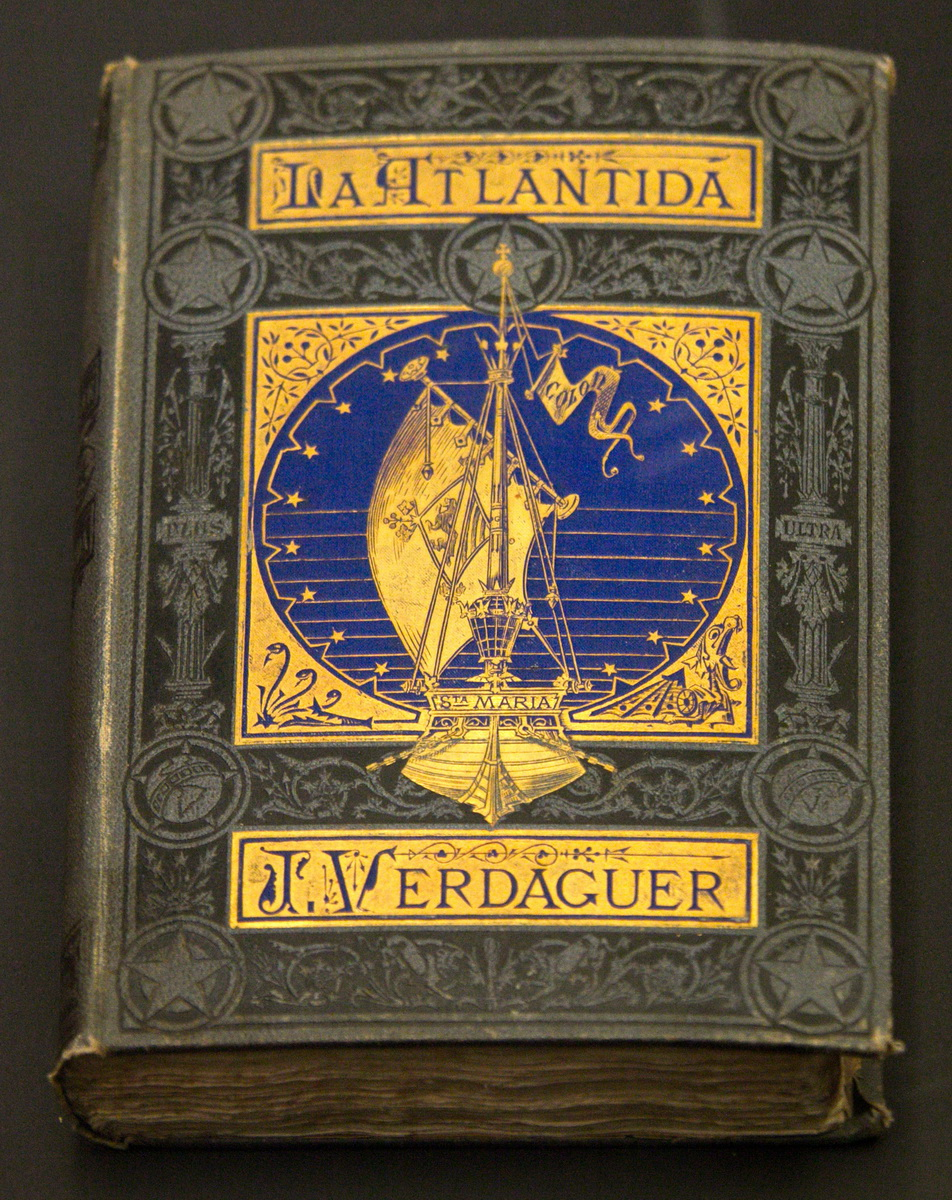
L'Atlàntida (1877)

Dem Naturalismus näherte sich Oller, der 1882 mit La Papallona den ersten Roman der katalanische Renaissance verfasste, welcher mit einem lobenden Vorwort von Émile Zola bald darauf auch in französischer Übersetzung erschien. Guimerà schrieb naturalistische Theaterstücke wie Terra Baixa, das zur Vorlage der Oper Tiefland wurde.
Modernisme

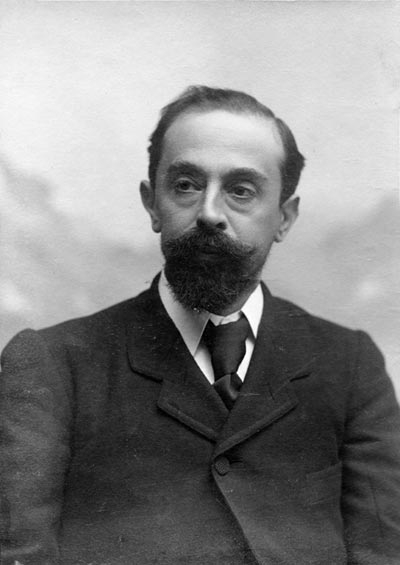
Joan Maragall (1903)

Inmitten der wirtschaftlichen Aufbruchstimmung Ende des 19. Jahrhunderts blühte in Barcelona der Modernisme auf, der wichtige Beiträge zur katalanischen Erneuerungsbewegung lieferte und deren wichtigste Vertreter Víctor Català (1869–1966) mit Solitud (1905, dt.: Sankt Pons, 1909) sowie Joan Maragall sind. Margall übersetzte viele Werke deutscher Autoren ins Katalanische. Sein romantisch-episches Gedicht El comte Arnau erzählt das Leben der faustischen und donjuanesquen Figur des Grafen Arnau. Auch seine Gedichtsammlung Visions i cants und sein Versdrama Nausicaa tragen spätromantisch-modernistische Züge. Caterina Albert i Paradís (bekannt unter dem Pseudonym Victor Catalá) schildert in ihrem modernistischen Werk Solitud die harte ländliche Realität. Das Werk des bedeutenden Romanautors Raimon Casellas (1855–1910) steht zwischen Naturalismus und Modernismo. Zu den wichtigsten modernistischen Theaterautoren zählt Santiago Rusiñol.

## Das 20. Jahrhundert bis zum Spanischen Bürgerkrieg
1906 erschien ein politisch bahnbrechendes Buch, La nacionalitat catalana („Die katalanische Nation“), ein von den Ideen Herders und Fichtes beeinflusstes Werk von Enric Prat de la Riba (1870–1917), Präsident der Mancomunitat (einer Vorform der autonomen katalanischen Verwaltung). Im 20. Jahrhundert festigte sich – trotz widriger Bedingungen während der Diktaturen de Riveras und Francos – die katalanische Literatur in dem Maße, in dem sich die katalanische Wirtschaft und Gesellschaft konsolidierten. Der „wilde“, chaotische Modernismo wurde von der sich an klassischen Vorbildern orientierenden Bewegung des Noucentisme verdrängt, die einen wesentlichen Beitrag zur Normierung der Schriftsprache leistete. Ihr Hauptvertreter war Eugeni d’Ors, einer der wenigen katalanischen Intellektuellen, der sich später an die Seite Francos stellte.
Autoren wie der erste modern-klassizistische katalanische Lyriker Josep Carner (1884–1970), der vom Futurismus beeinflusste soziale Aktivist Joan Salvat-Papasseit (1894–1924), dessen Gedichte oft vertont wurden, der Dichter und Philologe Carles Riba (1893–1939) und der Reiseschriftsteller und Chronist Josep Pla zählen zu den frühen Vertretern der katalanischen Moderne. Sein über 40 Bände umfassendes Werk besteht zum großen Teil aus romanhaft gestalteten Tagebuchaufzeichnungen und Biographien.

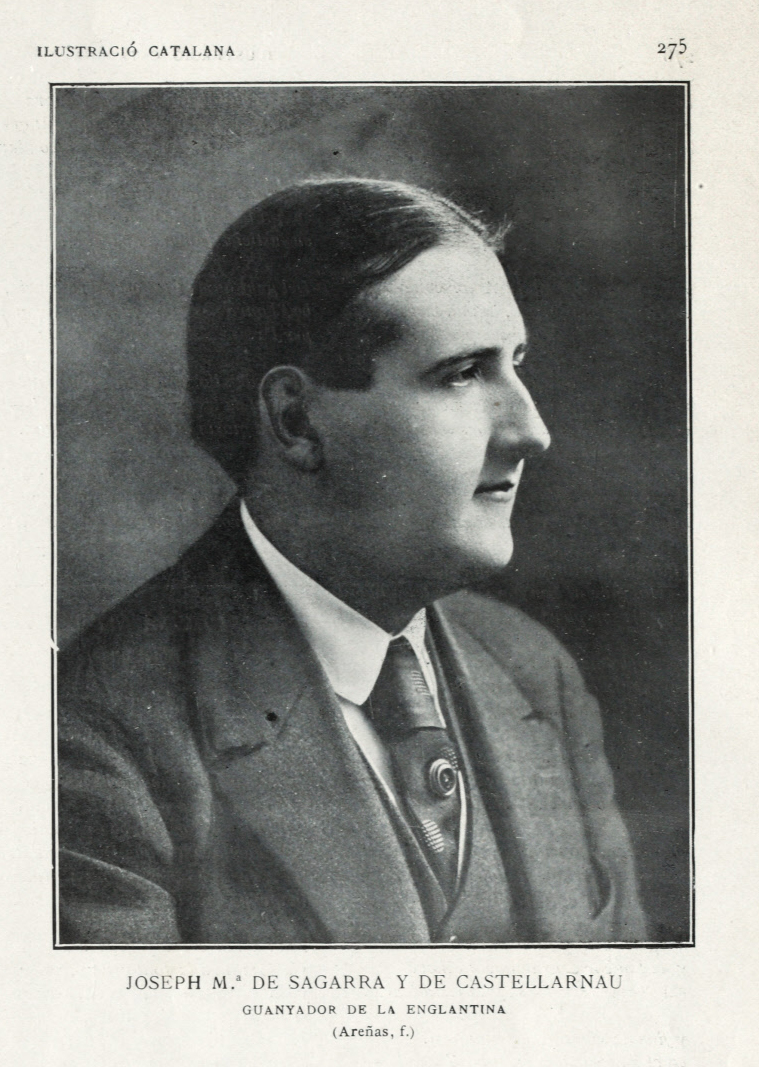
Josep Maria de Sagarra (1913)

Schon in rein quantitativer Hinsicht hervor ragt auch das Werk des Dichters, Romanciers, Übersetzers von Werken Dantes, Shakespeares, Molières, Gogols und Autors von über 50 Theaterstücken in Versen, Josep Maria de Sagarra, eines Freundes von Pla. Entstanden in einer Phase des Übergangs von der Diktatur Miguel Primo de Riberas zur Demokratie, löste Sagarras kreativ-wortmächtiger und spöttischer Roman Vida privada (Barcelona 1932; dt. „Privatsachen“, Berlin 2009) über den finanziellen und moralischen Abstieg der dekadenten, von zwielichtigen Aufsteigern umgebenen Aristokratie Barcelonas, der er selbst angehörte, einen heftigen Gesellschaftsskandal aus. Technisierung und Amerikanisierung, Sport und Whisky sind oberflächliche Anzeichen einer Modernisierung der Gesellschaft, sie bringen aber keine wirkliche Befreiung von den Zwängen und Neurosen der Familientradition. Der Autor Kersten Knipp nennt das Buch, das wegen seiner innovativen Strukturbrüche von den Zeitgenossen auch kritisiert wurde, „eine Art katalanischer Buddenbrooks“. Allerdings sei Sagarras Roman viel sarkastischer. Während des Bürgerkriegs ging Sagarra ins Exil nach Frankreich. Einige seiner Werke wurden später verfilmt, darunter Vida privada und das Familiendrama La herida luminosa (1954), für welches er (natürlich erst nach der Übersetzung ins Spanische) 1955 den Premio Nacional de Teatro erhielt. Auch der spanischen Ausgabe von Vida privada fielen kirchen- und diktaturkritische Passagen zum Opfer. Mehrere seiner Gedichte wurden zu populären Liedern vertont. Während er in Katalonien wegen der Freigabe seiner Werke zur Übersetzung ins Spanische kritisiert wurde und nach seinem Tod 1961 etwas in Vergessenheit geriet, wurden seine sich den zeittypischen Strömungen entziehenden, aber durchaus modern anmutenden Werke seit Mitte der 1990er Jahre neu entdeckt und wieder aufgelegt.
Die Feministin und politische Aktivistin Rosa Maria Arquimbau (1909–1992) veröffentlichte in den 1920er und 1930er Jahren zahlreiche Kurzgeschichten, Dramen, Komödien und Essays, während sie hauptsächlich als Redakteurin für katalanische Zeitungen arbeitete. In ihrem Roman Quaranta anys perduts (1971; engl.: Forty Lost Years) blickt sie auf den Bürgerkrieg und die Zeit danach zurück.

## Die Franco-Diktatur
Das von 1934 bis 1938 autonome Katalonien hatte im Spanischen Bürgerkrieg an der Seite der Republikaner gegen Francos Faschisten gekämpft. Nach dem Fall Barcelonas und der vollständigen Niederlage der Katalanen und der spanischen Republik wurden die katalanischen kulturellen Aktivitäten vom neuen Staatschef und Diktator General Francisco Franco verboten. Die Verwendung der katalanischen Sprache in der Öffentlichkeit wurde vor allem in den ersten Jahren streng bestraft, es gab kein katalanisches Schulsystem, und der Druck katalanischer Bücher wurde unterbunden.

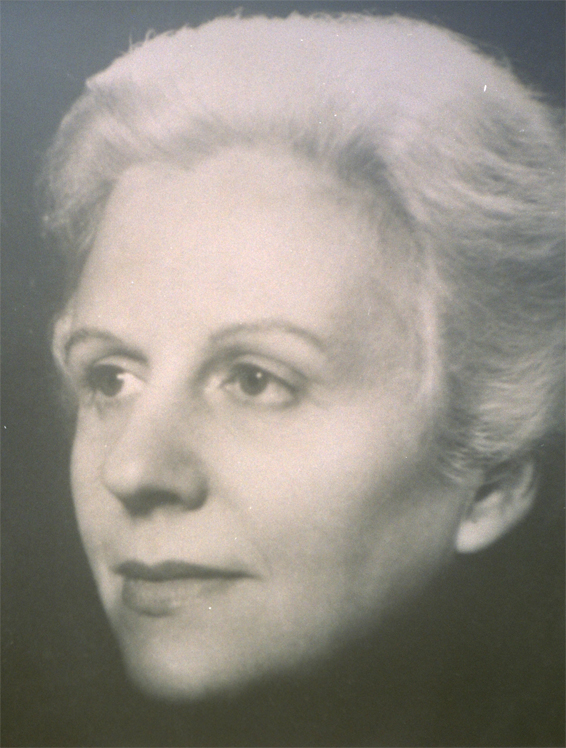
Mercè Rodoreda

Viele katalanische Autoren gingen ins Exil, so der Dichter und Theaterautor Joan Oliver (Pseudonym: Pere Quart, 1899–1986). Manuel de Pedrolo (1918–1990) hatte mit seinen realistischen Roman mehrfach Probleme mit der Zensur. Mercè Rodoreda (1908–1983) veröffentlichte ihren Roman La plaça del Diamant über eine Frau, die im Bürgerkrieg ihren Mann verloren hat und ihr Leben in die eigene Hand nehmen muss, 1962 im Exil. Das Buch wurde in über 20 Sprachen übersetzt. Der Lyriker Miquel Martí i Pol (1929–2003) arbeitete zeitweise politisch im Untergrund und publizierte in größerem Umfang erst wieder in den 1980er Jahren. Der bedeutende Lyriker Salvador Espriu (1913–1985) hatte vor dem Krieg begonnen, in spanischer Sprache zu schreiben; seit 1946 veröffentlichte er seine Gedichte auf Katalanisch, und darum geriet auch er mehrfach in Konflikt mit dem Staat. Der Avantgardist Joan Brossa begann seine Experimente mit visueller Poesie, die abstrakter und weniger sprachabhängig ist, bereits in den 1960er Jahren und wurde durch sie seit den 1980ern weithin bekannt. Zu den Avantgardedichtern zählt auch Josep Vicenç Foix (1893–1987), der sich nach dem Bürgerkrieg eine Zeitlang dem Familienunternehmen widmete.
In Mexiko bildete sich eine kleine Gemeinde katalanischer Exilanten. Dort wurden mehrere Zeitungen und Literaturzeitschriften in katalanischer Sprache herausgegeben. Die meisten der wenigen katalanischen Bücher, die in dieser Zeit erschienen, wurden in Andorra gedruckt. Die Produktion katalanischer Bücher innerhalb des spanischen Staates nahm nur sehr langsam und entsprechend der allmählichen Lockerung der kulturellen Unterdrückung zu. Dennoch gab es bis Francos Tod 1975 keine einzige katalanische Tageszeitung, und die Jahresproduktion katalanischer Bücher kam auch Anfang der 1970er Jahre kaum über 400 – während sie heute ca. 8.000 beträgt.

## Transition und Demokratie
Nach Francos Tod 1975 und dem Übergang zur Demokratie (Transición) entfielen die politischen Unterdrückungsmaßnahmen gegen die katalanische Kultur. 1979 wurde Katalonien Autonome Gemeinschaft innerhalb Spaniens, kurz darauf auch València und die Balearen.
Autoren, die sich bereits in den vergangenen Jahrzehnten einen Namen gemacht hatten, konnten nun ungehindert von der Zensur ihre Bücher veröffentlichen und in Umlauf bringen: Mercè Rodoreda mit ihren psychologischen Romanen und Erzählungen, welche kritisch die Bürgerkriegszeit und die Nachkriegsjahre behandelten, Manuel de Pedrolo mit insgesamt etwa 100 Werken in einer Vielzahl von Genres, unter anderem mit dem Science-Fiction-Roman El mecanoscrit del segon origen, oder Montserrat Roig, die den monumentalen Essay Els catalans als camps nazis über das Schicksal von Katalanen vorlegte, die von Franco in nationalsozialistische Konzentrationslager geschickt worden waren, vor allem ins österreichische Mauthausen. Diese Generation konnte aufgrund ihrer Schulbildung, die sie vor 1939 erhalten hatte, noch mühelos katalanisch schreiben. Auch den Lyrikern und Übersetzern Feliu Formosa, der sich um die Vermittlung deutscher Literatur nach Katalonien verdient machte, und Gabriel Ferrater, der für den Rowohlt Verlag arbeitete, 1963 nach Katalonien zurückkam und das Ende der Diktatur nicht mehr erlebte, fiel dies im Gegensatz zur jüngeren Generation nicht schwer. Teresa Pàmies (1919–2012) durfte mit einer Sondergenehmigung 1971 aus dem Exil zurückkehren. Ihre teils autobiographischen Büchern handeln von Bürgerkrieg und Exil. Die phantastischen Kurzgeschichten von Pere Calders (1912–1994) zeigen Einflüsse der Werke von Franz Kafka, Edgar Allan Poe, Jules Verne, H. G. Wells und des Magischen Realismus.
In den Werken neuerer Autoren spiegeln sich die Regionalismen und die Schwierigkeiten der gesellschaftlichen Modernisierung. Mit dem Roman Pedra de tartera (1985; dt.: „Wie ein Stein im Geröll“ 2007) gelang Maria Barbal ein Bestseller mit 50 Auflagen, der die Archaismen ihrer Heimat in den Pyrenäen beschreibt. Deren Szenario bildet auch den Hintergrund für die Arbeiten von Pep Coll (* 1949). Jesús Moncada beschreibt in Die versinkende Stadt (dt. 2002) den Untergang seiner Heimatstadt Mequinenza durch ein Staudammprojekt. Spannende Unterhaltungsliteratur, auch zu historischen Themen ihrer Heimatinsel, schreibt die Mallorquinerin Carme Riera Guilera (* 1948).

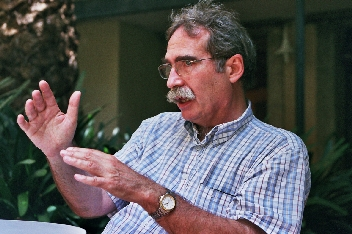
Jaume Cabré (2006)

Radio und Fernsehen spielen wegen der vielen Menschen, die nicht in katalanischer Sprache lesen, eine wichtige Rolle für die Verbreitung katalanischer Literatur. Der Erzähler und Romanautor Quim Monzó (* 1952) begann seine Karriere als Kriegsberichterstatter; er arbeitet auch für das Radio. Seine Romane sind von Kafka, Borges und Rabelais beeinflusst. Jaume Cabré (* 1947), der seit den 1970er Jahren immer wieder mit Erzählungen und Romanen hervortrat, arbeitete auch für das Fernsehen und das Theater und betätigte sich als Essayist.
Zeitungen sind nach wie vor ein wichtiges Medium der jüngeren Schriftsteller, so auch für den Architekten und Literaturkritiker Miquel de Palol (* 1953), dessen zahlreiche Romane in mehrere Sprachen übersetzt wurden. El jardí dels set crepuscles (1989; engl.: The Garden of the Seven Twilights) bettet Erzählungen verschiedener Genres (das Spektrum reicht von historisch bis esoterisch) in eine Rahmenhandlung ähnlich Tausendundeine Nacht ein: Nach einem Atomkrieg haben sich Mitglieder der Bourgeoisie Barcelonas in die Pyrenäen geflüchtet. Um sich abzulenken, erzählen sie sich Geschichten, die sich um eine reiche Familie und deren wirtschaftlichen Einfluss ranken. Trotz überbordender Phantasie ist der umfangreiche Roman in formaler Hinsicht streng und diszipliniert.

## Das 21. Jahrhundert
Anfang des 21. Jahrhunderts sind die Veröffentlichungen katalanischer Literatur in Quantität und Qualität beachtlich gestiegen. Hervorzuheben sind der als Abgeordneter der Unitat Popular aktive Julià de Jòdar (El metal impur, 2006, als Teil einer Trilogie über die katalanische Arbeiterklasse) und der Anthropologe Albert Sánchez Piñol mit historischen Romanen (La pell freda, 2002; dt. „Im Rausch der Stille“; Victus. Barcelona 1714, 2015, über den Untergang Barcelonas). Als Autorin, Herausgeberin, Journalistin und Professorin ist Eva Piquer i Vinent (* 1966) tätig. Auch neue literarische Formen wurden unter dem Einfluss der neuen Medien entwickelt: Empar Moliner verfasst neben Erzählungen auch Zeitungschroniken und kurze Geschichten, die sie in Sammelbänden veröffentlichte, und arbeitet für das Fernsehen. Ferran Marín i Ramos (* 1974) schreibt historische Romane und Gedichte in katalanischer und aragonesischer Sprache.
Jaume Cabré entwickelte sich thematisch und stilistisch weiter. Die deutsche Übersetzung seines Romans Les veus del Pamano (2004; dt. „Die Stimmen des Flusses“), des in Deutschland erfolgreichsten Buchs aus Spanien seit Carlos Ruiz Zafóns Der Schatten des Windes, wurde 500.000 Mal verkauft. Der Roman handelt vom Bürgerkrieg und seinen unerwarteten Spätfolgen nach 60 Jahren. Von Jordi Puntí (* 1967) erschien 2013 Die irren Fahrten des Gabriel Delacruz über einen im Waisenhaus aufgewachsenen Gauner, der unerkannter Weise bei seinen Verwandten wohnt, auch in deutscher Sprache.
2007 war Katalonien Gastland der Frankfurter Buchmesse.

## Autoren katalanischer Sprache außerhalb Kataloniens
Valencia
Im Norden der Autonomen Gemeinschaft Valencia wird eine katalanische Varietät (vvalencià, „Valencianisch“) gesprochen. Der Lyriker Vicent Andrés Estellés (1924–1993) bemühte sich um die innovative Wiederbelebung des valencianischen Idioms. Seine Themen waren Tod, Erotik, Armut, politische Unterdrückung. Die dort lebenden Autoren wie Enric Sòria (* 1958), der auch die Werke Franz Kafkas übersetzte, und Martí Domínguez (* 1966), der neben seiner schriftstellerischen Tätigkeit als Biologe arbeitet, bedienen sich dabei der im übrigen katalanischen Sprachgebiet üblichen Orthographie.
Balearen

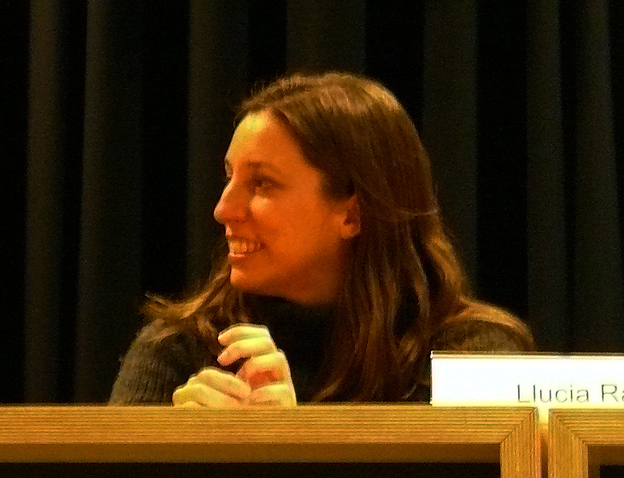
Llucia Ramis (2015)

In katalanischer Sprache schrieb der Mallorquiner Llorenç Villalonga (1897–1980). Seine Romane (Mort de Dama 1931; Bearn 1961) erzählen vom Niedergang des mallorquinischen Adels und der traditionellen Inselgesellschaft. Baltasar Porcel (1937–2009) verließ zwar seine Heimat Mallorca und ging nach Barcelona, der wohl größte Teils seines umfangreichen Werkes, das die verschiedenen Genres vom Roman über das Sachbuch und Theaterstück bis zur Fernsehsendung umfasste, ist jedoch der Insel gewidmet.
In den 1970er Jahren wurde die Literatur im mallorquinischen Dialekt wiederbelebt. Zu den Lyrikern mallorquinischer Sprache gehörte der Hotelunternehmer Bartomeu Fiol (1933–2011). Zu den Themen der auf Katalanisch schreibenden Romanautorin und Erzählerin aus Mallorca Maria Antònia Oliver Cabrer (1946–2022) gehören die gesellschaftlichen Veränderungen der Insel. Sie war mit Jaume Fuster (1945–1998) verheiratet, der mit De mica en mica s'omple la pica (Nach und nach füllt sich das Waschbecken, 1972) eines der meistverkauften katalanischen Bücher publizierte. Antoni Serra (* 1936) aus Mallorca gestaltete für seine realistischen Kriminalromane die Figur des Ermittlers Celso Moreiro. Aus Menorca stammt der Erzähler und Romanautor Pau Faner (* 1949). Gabriel Janer Manila (* 1946) schreibt vor allem Kinder- und Jugendbücher und verfasste die Lebensgeschichte des Wolfskindes Marcos Rodríguez Pantoja nach dessen Erzählungen. Die Romane von Llucia Ramis (* 1977) behandeln die Veränderungen in der sexuell befreiten und informatisierten Gesellschaft.
Roussillon
Der wohl bedeutendste Lyriker des katalanischsprachigen Roussilon in Südwestfrankreich, einer Region, die in Spanien Nord-Katalonien genannt wird, ist Josep Sebastià Pons (1886–1963). Zeitgenössische Autoren sind Joan-Lluís Lluís, der heute in Barcelona lebt, und Joan-Daniel Bezsonoff (* 1963), dessen gut recherchierte, mehrfach ausgezeichnete Romane historische und politische Themen behandeln.
Andorra
Zu den ältesten schriftlichen Zeugnissen des Zwergstaats Andorra zählt das Manual Digest über die lokale Geschichte, die Regierung, Gebräuche und Sitten Andorras. Geschrieben wurde es 1748 vom Patrizier und Juristen Antoni Fiter i Rossell. Nach 1980 und verstärkt seit der Unabhängigkeit 1993 bildete sich eine andorranische Literatur in katalanischer Sprache heraus. Dabei überwiegen lokale Stoffe und historische Romane. Zur Frankfurter Buchmesse 2007, bei der die katalanische Literatur als Gast geladen war, entsandte der kleine Pyrenäenstaat sieben Vertreter, darunter den Romancier Joan Peruga und die Lyrikerin Teresa Colom.